# Engelmar von Passau
Engelmar, auch: Egilmar, war von 875 bis 899 der 9. Bischof von Passau.
Über die genaue Herkunft, die Abstammung sowie über weitere wichtige Daten im Leben Bischof Engelmars sind keine aufschlussreichen Daten bekannt. Auch für seine Regierungszeiten liegen verschiedene Angaben vor.
Am 7. Januar 886 jedenfalls bat Bischof Engelmar Kaiser Karl III. um Schutz und Immunität für die Passauer Kirche. Davon abgesehen gewährte man Engelmar für Passau auch noch Freiheit von den Leistungen an den König sowie Zollfreiheit.
Von Kaiser Arnulf erhielt er im Dezember 898 ein Stadtgrundstück in der Stadt östlich des Doms. Im Zeitraum zwischen den Jahren 887 und 899 übertrug der Kaiser ihm angeblich auch das Kloster Kremsmünster. Wahrscheinlich war Engelmar auch beteiligt an den Auseinandersetzungen zwischen Mähren und Rom über die Christianisierung Mährens samt deren speziellem Streitpunkt, der Einführung der slawischen Liturgie.